# Бенллех
Бе́нллех (валл. Benllech) — небольшой город на острове Англси в Уэльсе, Великобритания.

## География
Бенллех расположен на восточном побережье острова Англси, у залива Ред-Уорф. Через город проходит дорога A5025. В нескольких километрах севернее расположена деревушка Моелфр, а ещё севернее город Амлух. Южнее по дороге A5025 стоит деревня Пентрает. Приблизительно в 9 км по прямой на юго-восток находится город Бомарис.

## Курорт

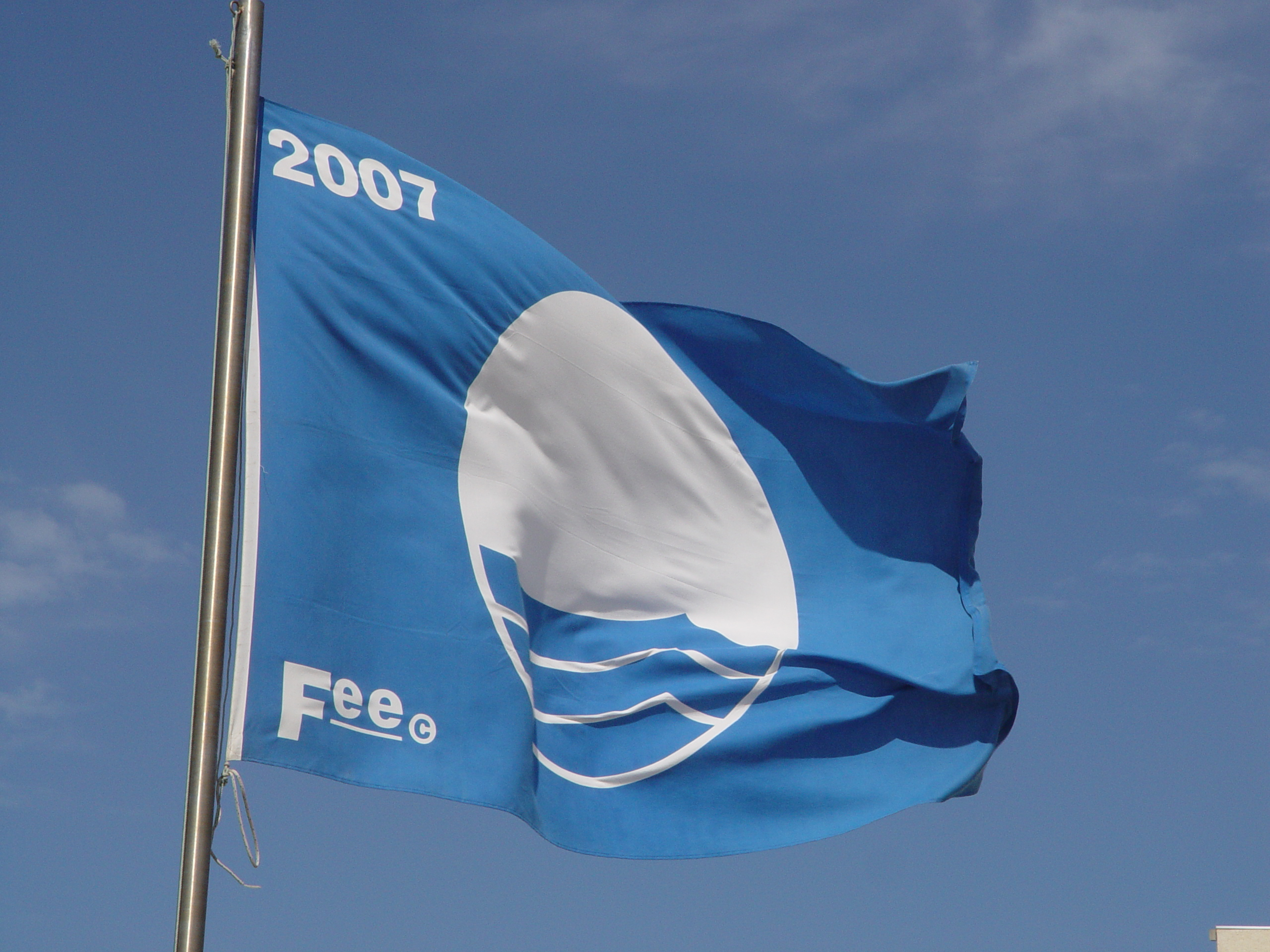
Голубой флаг

Город Бенллех является популярным местом проведения семейного отдыха. Ещё в 1970-х годах город получал признание как самое опрятное поселение острова. На побережье имеются превосходные пляжи с чистейшим жёлтым песком, которые в 2004 году были отмечены наградой «голубой флаг». Кроме этого, через город проходит пешеходный маршрут по Англси. Всё это делает Бенллех одним из самых посещаемых мест острова. В связи с большим числом отдыхающих развиваются и сопутствующие направления. В поселении несколько отелей, мини-гостиниц типа B&B, пабов, также несколько кемпингов и стоянок для фургонов.

## Инфраструктура
Здесь можно встретить практически то же, что и в других небольших британских поселениях. Здесь имеется библиотека, полицейский участок, пожарная станция, начальная школа и теннисный корт.
Между 1909 и 1950 годами близ города располагалась железнодорожная станция, но летом 1950 года она была закрыта, а пути разобраны.

## Знаменитые жители
- Горонви Оуэн (Goronwy Owen) — известный валлийский поэт 18-го века, родившийся в местной общине. Местная начальная школа и футбольная команда носят его имя.[1]

- Ян Фрейзер Килмистер — британский вокалист и бас-гитарист группы Motörhead, более известен как Лемми. Проживал в городе с 10 до 16 лет (1956—1962 гг.).

- Карвин Эллис (Carwyn Ellis) — солист группы Colorama. Его семья много переезжала, когда он был маленьким, пока окончательно не поселилась в Бенллехе.